# Dianthus humilis
Dianthus humilis är en nejlikväxtart som beskrevs av Carl Ludwig von Willdenow och Carl Friedrich von Ledebour. Dianthus humilis ingår i släktet nejlikor, och familjen nejlikväxter. Inga underarter finns listade i Catalogue of Life.